# Pezizaceae
Pezizaceae is een familie van de Pezizomycetes, behorend tot de orde van Pezizales. Het typegeslacht is Peziza. Tot deze familie behoort de in Nederland voorkomende oranje bekerzwam (Peziza aurantia).

## Taxonomie
De familie Pezizaceae bestaat uit de volgende 48 geslachten:
1. Adelphella
2. Amylascus
3. Antrelloides
4. Aquapeziza
5. Boudiera
6. Calongea
7. Carbomyces
8. Cazia
9. Cleistoiodophanus
10. Daleomyces
11. Delastria
12. Eremiomyces
13. Glischroderma
14. Hansenopezia
15. Hapsidomyces
16. Hydnobolites
17. Hydnoplicata
18. Hydnotryopsis
19. Geoscypha
20. Iodophanus
21. Iodowynnea
22. Ionopezia
23. Kalahartuber
24. Legaliana
25. Lepidotia
26. Luteoamylascus
27. Marcelleina
28. Mattirolomyces
29. Mycoclelandia
30. Ostracoderma
31. Pachyella
32. Pachyphlodes
33. Paragalactinia
34. Peziza
35. Phylloscypha
36. Plicaria
37. Plicariella
38. Purpureodiscus
39. Rhodopeziza
40. Ruhlandiella
41. Sarcosphaera
42. Scabropezia
43. Sphaerozone
44. Stouffera
45. Temperantia
46. Terfezia
47. Tirmania
48. Ulurua